# 누마즈촌
누마즈촌(沼津村)은 나가사키현 이키군에 있던 촌이다. 

## 역사
헤이안 시대 중기에 편찬된 『일본명류취초(和名類聚抄)』에 따르면, 이키섬 이시다군(石田郡) 5향의 하나로 이 촌을 일대를 '누마즈향(沼津郷)'이라 불렀으며, 누마즈촌의 이름은 이 향명에서 유래한 것으로 보이며, 에도 시대에는 나가미네촌, 구로사키촌 외에 구로사키촌의 분촌으로 '고마키촌'이 존재했으나 막부 말기 무렵에는 구로사키촌의 일부로 편입된 것으로 보인다.
- 1889년 4월 1일 - 정촌제 시행에 의해 이시다군 누마즈촌이 성립하였다.
- 1896년 4월 1일 - 군제 시행에 의해 이키군과 이시다군이 합병해 새로운 이키군이 성립하여, 이키군 누마즈촌이 되었다.
- 1955년 2월 11일 - 무쇼즈정, 하쓰야마촌, 야나기다촌, 시와라촌, 와타라촌과 합병해 고노우라정이 성립하여 누마즈촌은 소멸하였다.

## 참고문헌
- 角川日本地名大辞典 42 長崎県
- 長崎県壱岐石田郡村要覧「沼津村」（1894年）国立国会図書館デジタルコレクション